# Лысая Гора (Харьков)

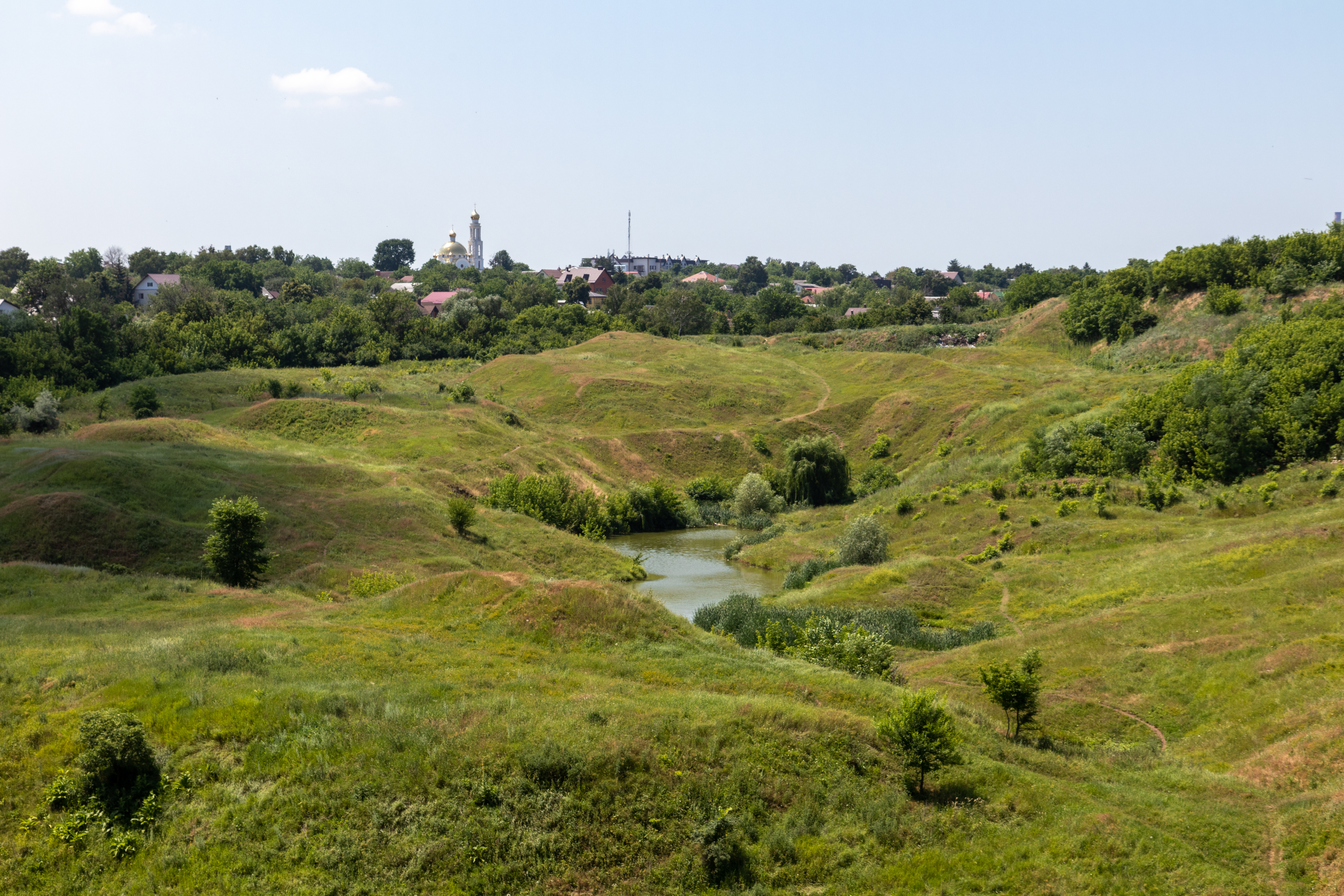
Савкин яр

Лысая Гора — район Харькова. Расположен на северо-западе города, севернее района Холодная Гора. Разделяет две горы идущий с востока на запад овраг Савкин Яр, по которому проходит улица Верхнеудинская и который ограничен улицами Революции 1905 года с севера (на Лысой горе) и Нижнегиёвской с юга (на Холодной горе). От центра район отделён выемкой линии Курско-Харьковско-Азовской железной дороги, локомотивным депо «Октябрь» и станцией Харьков-Сортировочный.
Лысая гора включает посёлки Новый Быт, Ленина, и район Гиёвка.
От Лесопарка и Залютино гора отделена Залютиным яром с рекой Залютинкой, который тянется от линии железной дороги до реки Уды.
От Сортировки Лысую Гору отделяет район Нахаловка.
Между Лысой и Холодной горами расположен район Гиёвка.

## История Лысой Горы

### XIX век
Название «Лысая Гора» образовалось потому, что густой лес, прежде покрывавший её, в 1820-х годах был продан местной помещицей на нужды строительства колокольни харьковского Успенского собора. Вырубленный лес шёл на изготовление строительных лесов, а не годный в качестве «деловой древесины» употреблялся для обжига кирпича, который изготовляли тут же, на месте — на кирпичном заводе (в Савкином яру).
В результате данной вырубки гора полностью «полысела»; ничем не сдерживаемая вешняя («горная», как тогда её называли) вода начала регулярно затоплять подгорные сёла (слободы) — Ивановку и Панасовку. Наводнения прекратились лишь после проведения дренажных работ при прокладке железнодорожного полотна КХАЖД в 1860-х—1870 году.
Восточный склон горы начал заселяться приблизительно с 1840-х годов представителями харьковской бедноты, которая была не в состоянии поддерживать внешний вид своих жилищ в виде, соответствующем губернскому центру.
Позднее, в 1870—1890 годах, застройка Лысой Горы пошла интенсивнее: в связи с пуском Курско-Харьковской железной дороги там стали селиться железнодорожные служащие и рабочие паровозного и вагонного депо, паровозоремонтных мастерских и появляющихся в Харькове заводов (Ивановского пивоваренного, керамического и т. п.).
В конце 1880-х на Лысой Горе появляется Казанское кладбище (оно существует и поныне). Позже, в 1898—1912 годах, по улице Куриловской (после Ленинградской, в ходе «декоммунизации» в 2016 вернувшей название Куриловской), идущей на север от Кузинской (ныне Революции 1905 года), была построена большая православная церковь, иногда именуемая собором, во имя Казанской иконы Божией Матери, никогда не закрывавшаяся и действующая и сейчас.

### Начало XX века
В 1901 году на Лысой Горе открыт первый в Харькове детский сад для детей рабочих и бедноты на 100 детей при двух воспитательницах.

### Советские годы
В довоенные годы ниже кладбища устроили нефтебазу. В 1920-е годы на вершине Лысой Горы был заложен «социалистический» посёлок «Новый Быт» (он же «Красный Октябрь») с типовыми малоэтажными зданиями для железнодорожных рабочих. Автор проекта домов — архитектор Федор Мазуленко. Улицы Новый быт, Прогресс, Осетинская и Холодногорская, радиально расходящиеся от центра посёлка (сейчас здесь находится разворотный пункт троллейбусной линии), образовали символические лучи пятиконечной звезды.
В годы голода на Украине 1932—1933 годов на окраинах улицы Прогресс хоронили умерших от голода людей, подобранных на улицах города.
К одной из основных достопримечательностей района относят «Аллею воровской славы» на 8-м городском кладбище (в конце улицы Добродецкого). Здесь похоронены харьковские воры в законе, криминальные авторитеты и цыганские бароны, воздвигшие мраморные "мавзолеи".

#### Лысогорские улицы, переименованные в советские годы
- Ленинградская — Куриловская (историческое название возвращено Харьковским горсоветом 20.11.2015 в ходе «декоммунизации»).
- Кубасова — Андреевская (историческое название возвращено Харьковским городским головой 2.02.2016 в ходе декоммунизации).
- Революции 1905 года — б. Кузинская.
- Пограничная — б. Гвоздиковская.

## Известные люди
Философ Григорий Саввич Сковорода в Харькове останавливался в доме пасечника Чистоклета на Лысой Горе. 
Данный дом был возле спуска в яр, и философ здесь прогуливался. Дом Чистоклета просуществовал до 1970-х годов; сюда регулярно приезжали исследователи творчества Сковороды. В 1970-е годы дом снесли по распоряжению Первого секретаря Харьковского обкома КПУ Григория Ващенко (в честь которого потом назвали станцию метро).

## Социальная сфера
- Дом культуры «Новый Быт» (ул. Новый быт, 16).[9]
- Средняя школа № 57 (ул. Сочинская).[9]
- Средняя школа № 67 (ул. Ленинградская, 27).[10]
- Детский сад (ул. Довгалёвская, 9).[11]
- Детский сад (ул. Кривоконевская, 27).[11]
- Детский сад (ул. Черкасская, 5).[10]
- Почтовое отделение 16 (ул. Революции 1905 года).[10]
- Почтовое отделение № 67 (Горный переулок).[9]
- Медсанчасть (ул. Ленинградская, 80) — закрыта.
- Казанское кладбище (Харьков) — ул. Ленинградская, 84.[11]
- 8-е городское кладбище (Харьков) — ул. Анатолия Добродецкого.[11]